# Aturus interceptor
Aturus interceptor är en kvalsterart som beskrevs av Herbert Habeeb 1954. Aturus interceptor ingår i släktet Aturus och familjen Aturidae. Inga underarter finns listade.